# 1972 في ليبيا
فيما يلي قوائم الأحداث التي وقعت خلال عام 1972 في ليبيا.

## سياسة

### انتهاء فترة المنصب
- 16 يوليو – معمر القذافي رئيس وزراء ليبيا.

## أفلام
من الأفلام التي صدرت هذه السنة في ليبيا:
- 1 يناير – الطريق
- 1 يناير – عندما يقسو القدر من إخراج عبد الله الزروق.

## مواليد

### يناير
- 1 يناير – أحمد معيتيق رائد أعمال ليبي.
- 1 يناير – عمر خليفة أبو بكر

### يونيو
- 5 يونيو – عبد الله ناكر سياسي ليبي.
- 25 يونيو – سيف الإسلام القذافي

### يوليو
- 13 يوليو – سليم الرياحي سياسي من تونس.

### سبتمبر
- 29 سبتمبر – سمير عبود لاعب كرة قدم ليبي.

## وفيات

### سبتمبر
- 5 سبتمبر – يوسف رومانو (مواليد 1940) ربّاع إسرائيلي.